# Cantón de Asnières-sur-Seine-Norte
El cantón de Asnières-sur-Seine-Norte era una división administrativa francesa, que estaba situada en el departamento de Altos del Sena y la región de Isla de Francia.

## Composición
El cantón estaba formado por una fracción de la comuna que le daba su nombre:
- Asnières-sur-Seine (fracción)

## Supresión del cantón de Asnières-sur-Seine-Norte
En aplicación del Decreto n.º 2014-256 de 26 de febrero de 2014, el cantón de Asnières-sur-Seine-Norte fue suprimido el 22 de marzo de 2015 uniéndose a su cantón hermano de Asnières-sur-Seine-Sur y formando dos nuevas fracciones de distintos límites territoriales, que pasaron, por una parte, una de ellas a ser el nuevo cantón de Asnières-sur-Seine y la otra pasó a formar parte del nuevo cantón de Courbevoie-1.